# Rhaphium spinitarse
Rhaphium spinitarse är en tvåvingeart som beskrevs av Charles Howard Curran 1924. Rhaphium spinitarse ingår i släktet Rhaphium och familjen styltflugor. Inga underarter finns listade i Catalogue of Life.